# Zgrada glavne pošte u Sarajevu
Zgrada glavne pošte u Sarajevu je dovršena i svečano otvorena 1913. godine po projektu Josipa Vancaša. Naglasak pročelja i osovine objekta, gradacija volumena i drugi elementi podsjećaju na poštansku štedionicu (Postsparkasse) Otta Wagnera u Beču. Naročito u interijeru, Vancaš podliježe dekorativnom shvaćanju novih arhitektonskih kretanja koje je dominantno u razvoju sarajevske secesije. Centralni prostor šalter sale je pokriven rešetkastom željeznom konstrukcijom sa staklenim pokrovom. Cilj je bio prirodno osvjetljenje prostora.
Objekt je u potpunosti izgorio 2. svibnja 1992. godine. Adaptaciju i rekonstrukciju radio je Ferhad Mulabegović do 2001. godine.